# KV19
KV19 (англ. Kings' Valley № 19) — древнеегипетская гробница в Долине царей, принадлежащая принцу Монтухерхепшефу, сыну фараона Рамсеса IX.

## Архитектура

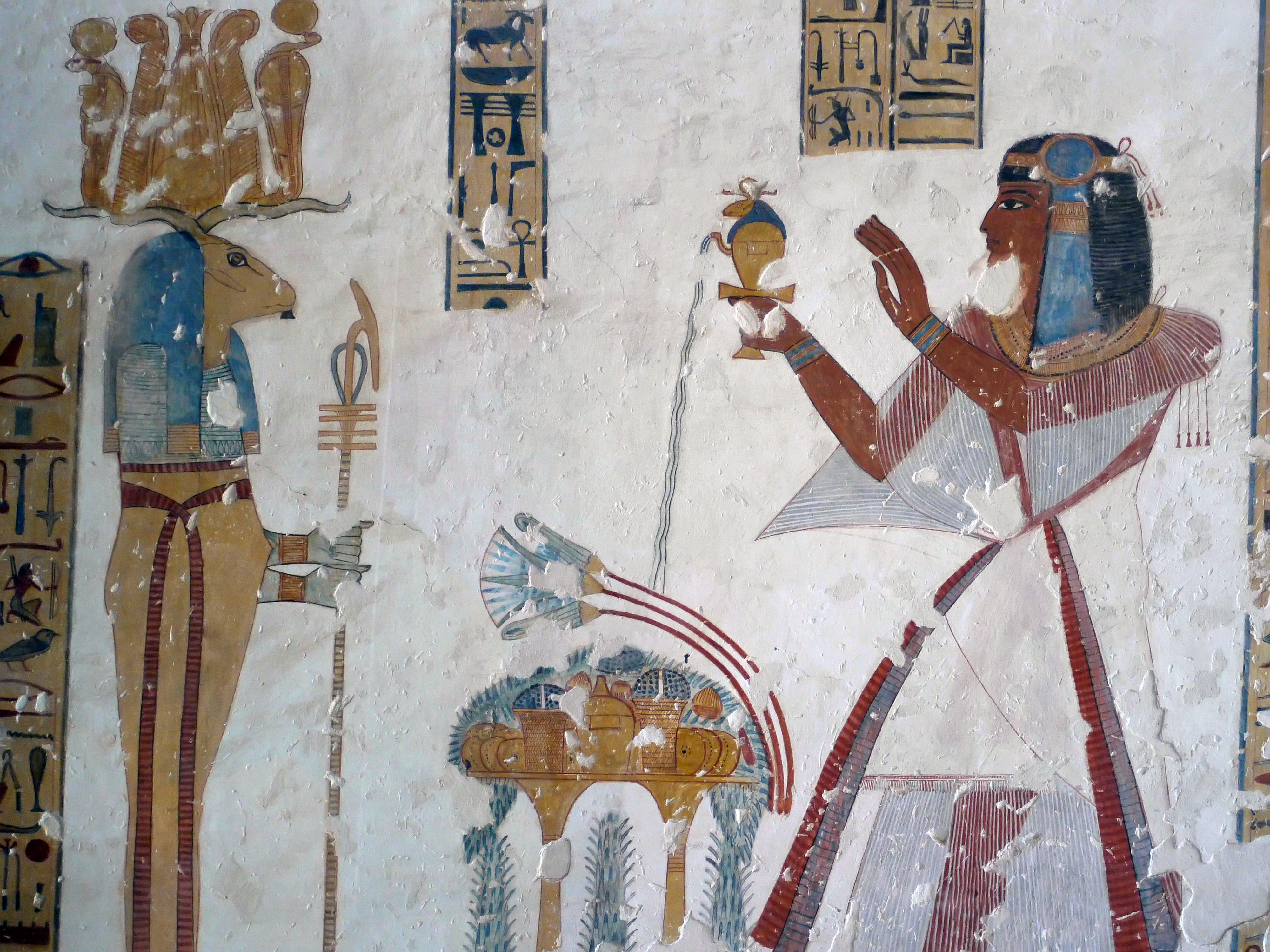
Монтухерхепшеф делает подношения Хнуму.

Усыпальница построена в традиционном для Нового царства стиле bab (со времён Хатшепсут и Тутмоса IV) — скальная гробница со скрытым входом.
Гробница 38,68 м в длину (132.83 м2) не завершена и представляет собой два широких коридора с неоконченным третьим. Расписанные стены являются одними из лучших образцов древнеегипетского искусства в Долине. Сцены изображают принца наряду с различными божествами, но никогда с фараоном, что отличается от прочих усыпальниц в Долине цариц.

## История
Усыпальницу изначально готовили для принца Сетхерхепшефа, который позже стал фараоном Рамзесом VIII. Мумия принца Монтухерхепшефа не обнаружена.
В 1817 году гробницу обнаружил Джованни Бельцони. Говард Картер проводил здесь раскопки в 1903 году, Эдвард Айртон — в сезон 1905—1906 года.
В 1994 году наводнение, повредившее многие гробницы, коснулось KV19 лишь частично, благодаря чему роспись стен осталась не повреждённой.

## Исследования
Современные исследования установили наличие в гробнице некоторых «поздних» мумий XXII династии. К оригинальному захоронению принца относятся найденные жемчуг и фрагменты ещё не обнаруженного саркофага.
Верховный совет древностей Египта распорядился установить в гробнице металлические ворота, деревянные мостки и стеклянные защитные панели.